# Kaj Leo Johannesen
Kaj Leo Johannesen (Tórshavn, 1964. augusztus 28. –) feröeri politikus, a Sambandsflokkurin tagja és korábbi elnöke. 2008 és 2015 között Feröer miniszterelnöke volt.

## Pályafutása
14 évesen kezdett dolgozni halászként. 1986-ban hajóskapitányi végzettséget szerzett a Føroya Sjómansskúliban; halász- és teherhajókon volt kapitány. Autókereskedőként is dolgozott. 1989-ben a Faroe Seafood alkalmazásába került, 1995-től 1997-ig pedig értékesítő volt a Kósin halfeldolgozó üzemben. 1997 óta saját halkereskedelmi vállalkozása van.

### Sportolói pályafutása
Korábban labdarúgókapus volt: 1984-től 2000-ig a HB Tórshavn csapatában játszott, és 296 alkalommal lépett pályára ez első osztályban. Négy bajnoki és négy kupagyőzelmet szerzett. 1991-1992-ben négy alkalommal pályára lépett a Feröeri labdarúgó-válogatottban is, azonban többnyire a legendás Jens Martin Knudsen tartaléka volt. Emellett a Kyndil Tórshavn kézilabdacsapatában is játszott, 625 élvonalbeli mérkőzésen 163 gólt lőtt, és hét bajnoki címben volt része.

### Politikai pályafutása
1998-ban lépett be a Sambandsflokkurinba. 1994-ben indult először a Løgting-választáson, ahol helyettes képviselő lett. 1997-2000-ig Tórshavn község tanácsának tagja volt. 2002-ben került be a Løgtingbe, majd 2004-ben újraválasztották. Ebben az évben lett az unionisták elnöke is. A 2007-es Folketing-választáson pártja listájának második helyén szerepelt, így szükség esetén ő helyettesítette Edmund Joensent Koppenhágában, amikor az hivatali kötelességét teljesíti a Løgting elnökeként. 2008-ban és 2011-ben is beválasztották a Løgtingbe.
2008 szeptemberében a második Eidesgaard-kormány válságba került, és Johannesen alapíthatott kormányt. Az első Kaj Leo Johannesen-kormány 2008. szeptember 26-tól 2011. november 14-ig volt hivatalban, majd az előrehozott választásokon való sikeres szereplés után megalakíthatta második kormányát. A 2011. májusi kormányátalakítás után a külügyminiszteri teendőket is a miniszterelnök látta el. A 2015. évi választásokon kormánya elveszítette többségét a Løgtingben, ezt követően október 24-i hatállyal a pártelnökségről is lemondott.<politikarum/>

## Magánélete
Szülei Karin Holm és Leo Hans Johannesen Mykinesről. Nős, felesége Jórun Johannesen (szül. Bærentsen). Három fiuk van, Heini, Jákup Holm és Jónas Johannesen.

## Fordítás
- Ez a szócikk részben vagy egészben a Kaj Leo Johannesen című német Wikipédia-szócikk ezen változatának fordításán alapul.  Az eredeti cikk szerkesztőit annak laptörténete sorolja fel. Ez a jelzés csupán a megfogalmazás eredetét és a szerzői jogokat jelzi, nem szolgál a cikkben szereplő információk forrásmegjelöléseként.